# Sven-Erik Bäck
Sven-Erik Bäck (* 16. September 1919 in Stockholm; † 10. Januar 1994 ebenda) war ein schwedischer Komponist.
Bäck studierte 1939 bis 1943 an der Königlich Schwedischen Musikakademie und nahm von 1940 bis 1945 Kompositionsunterricht bei Hilding Rosenberg, besuchte von 1951 bis 1952 die Schola Cantorum Basiliensis in Basel und studierte dann bei Goffredo Petrassi in Rom. Seit 1953 war er Leiter des Kammerorchesters des Schwedischen Rundfunks.
Bäck komponierte drei Opern und fünf Ballettmusiken, mehrere Instrumentalkonzerte, Kammermusik in unterschiedlicher Besetzung, ein Oratorium, Kantaten, Chöre und Lieder sowie Musik für Rundfunk, Fernsehen, Film und Bühne.

## Werke (Auswahl)

### Werke für Orgel
- ...for Eliza, 1971

### Bühnenwerke
- Tranfjädrarna (Die Kranichfedern), Kammeroper, 1956
- Gästabudet (Das Gastmahl), Kammeroper, 1956
- Fågeln (Der Vogel), Kammeroper, 1960

### Werke für Blasorchester
- Arkitektur 60, 1960